# Alejandro Gabriel Fernández

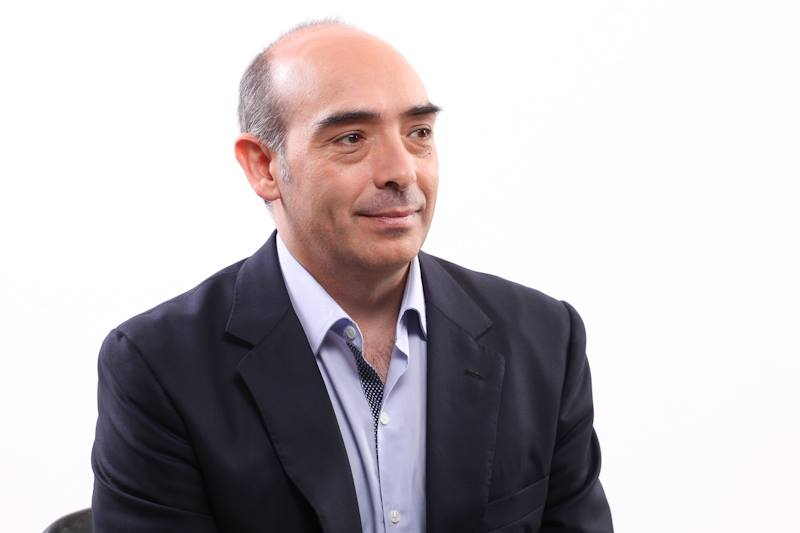
Alejandro Fernández. Consejero de la Magistratura de la Ciudad de Buenos Aires.

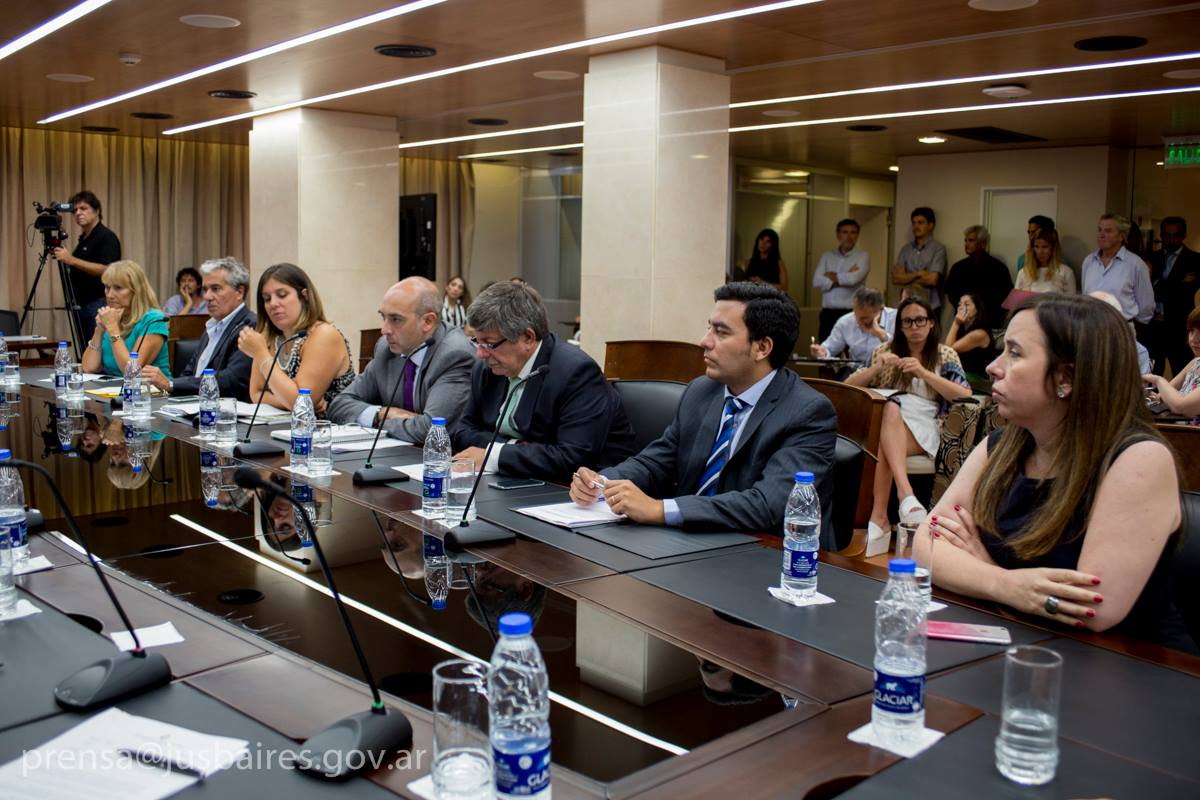
Primer plenario 2016 del Consejo de la Magistratura de CABA.

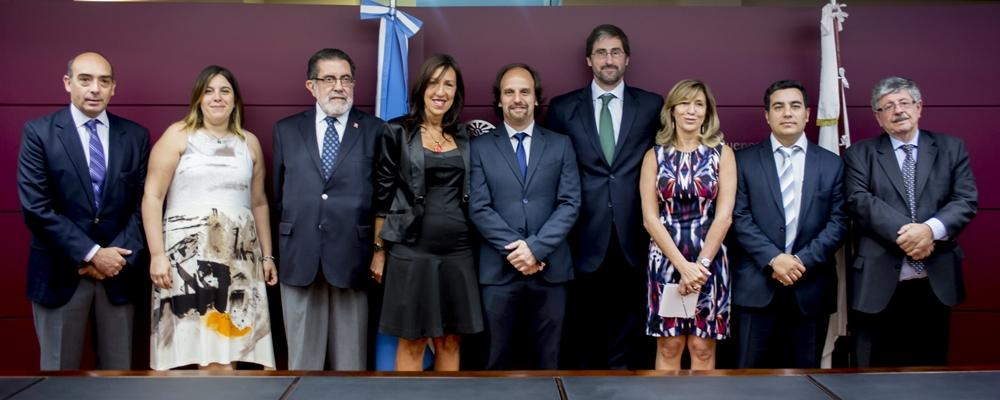
Autoridades del Consejo de la Magistratura de CABA.

Alejandro Gabriel Fernandez (Buenos Aires, 4 de diciembre de 1969) es un abogado y funcionario argentino.
Actualmente[¿cuándo?] es Consejero de la Magistratura de la Ciudad Autónoma de Buenos Aires.[cita requerida]
Fue Auditor General de la Ciudad de Buenos Aires en el período que abarca desde el 2007 hasta noviembre de 2015. También fue Interventor de la Dirección de Admisión de Extranjeros. Estuvo a cargo de Recursos Humanos del Ministerio del Interior, fue consultor externo de uno de los directores del Ente Tripartito de Obras y Servicios Sanitarios y Coordinador Administrativo y Coordinador del Comité de Seguridad en el Fútbol en la Secretaría de Seguridad Interior. 

## Biografía
Nació el 4 de diciembre de 1969 en Buenos Aires, Argentina. Vive en el barrio de Saavedra.
Es abogado recibido en la Universidad de Buenos Aires